# Echiochilon chazaliei
Echiochilon chazaliei là loài thực vật có hoa trong họ Mồ hôi. Loài này được (Cham.) I.M.Johnst. mô tả khoa học đầu tiên năm 1924.